# Internationale Geo-olympiade
De Internationale Geo-Olympiade, vaak kortweg iGeo is een jaarlijkse, internationale, aardrijkskundewedstrijd voor jongeren van 16 tot 19 jaar. De deelnemers hebben hun plaats verdiend door bij de besten van eigen land te eindigen in de landelijke Geo-olympiades. In Vlaanderen is dat de Vlaamse Geografie Olympiade. 

## Ontstaan
Tijdens het congres van de Internationale Geografische Unie in 1994 te Praag, lanceerden mensen van Nederland en Polen het idee om een internationale geografiecompetitie te houden voor jongeren van 16 tot 19 jaar. 

## Wedstrijd
De proeven bestaan uit een geschreven test, een multimediatest en veldwerkproeven. Verder stelt ieder deelnemend land een poster voor, zijn er culturele uitwisselingen en is er tijd zodat de verschillende deelnemers uit verschillende landen elkaar kunnen leren kennen. Er is een personenklassement en een landenklassement.
Van 1996 tot 2010 werd de iGeo slechts om de 2 jaar georganiseerd. Vanaf 2012 wordt het ieder jaar georganiseerd.

## Doelen
De doelen van de olympiade zijn:
- De interesse voor geografische studies bij jongeren aanflakkeren;
- Positief bijdragen tot het debat over het belang van aardrijkskunde in de hogere graden van het middelbare onderwijs;
- Sociale contacten creëren tussen jongeren van verschillende landen en zo bijdragen tot het begrip tussen naties.

## Edities en scores
Opvallend is de sterkte van Polen en Roemenië over de jaren heen. De laatste jaren is ook Singapore een grote speler geworden.
| Jaar en locatie  | # deelnemende landen  | Winnaar                | Winnaar landenklassement |
| ---------------- | --------------------- | ---------------------- | ------------------------ |
| 1996 te Den Haag | 5 deelnemende landen  | Steven Pattheeuws      | Polen                    |
| 1998 te Lissabon | 5 deelnemende landen  | Katarzyna Kwiecińska   | Polen                    |
| 2000 te Seoel    | 10 deelnemende landen | Adam Biliski           | Polen                    |
| 2002 te Durban   | 12 deelnemende landen | Florin Olteanu         | Roemenië                 |
| 2004 te Gdynia   | 16 deelnemende landen | Maciej Hermanowicz     | Polen                    |
| 2006 te Brisbane | 23 deelnemende landen | Jacek Próchniak        | Polen                    |
| 2008 te Carthago | 24 deelnemende landen | Barbu Ion Alexandru    | Roemenië                 |
| 2010 te Taipei   | 27 deelnemende landen | Barbu Ion Alexandru    | Singapore                |
| 2012 te Keulen   | 33 deelnemende landen | Samuel Chua            | Singapore                |
| 2013 te Kyoto    | 32 deelnemende landen | Daniel Wong            | Roemenië                 |
| 2014 te Krakow   | 36 deelnemende landen | James Mullen           | Singapore                |
| 2015 te Tver     | 40 deelnemende landen | Chang-Chin Wang        | Polen                    |
| 2016 te Beijing  | 45 deelnemende landen | Wuttipat Kiratipaisarl | Australië                |
| 2017 te Belgrado | 41 deelnemende landen | Victor Vescu           | Polen                    |
| 2018 te Quebec   | 43 deelnemende landen | Alen Kospanov          | Roemenië                 |